# گیره‌ماهیان
گیره‌ماهیان (نام علمی: Gobiesocidae) نام یک تیره از راسته سوف‌ماهی‌سانان است.